# 清宮四郎

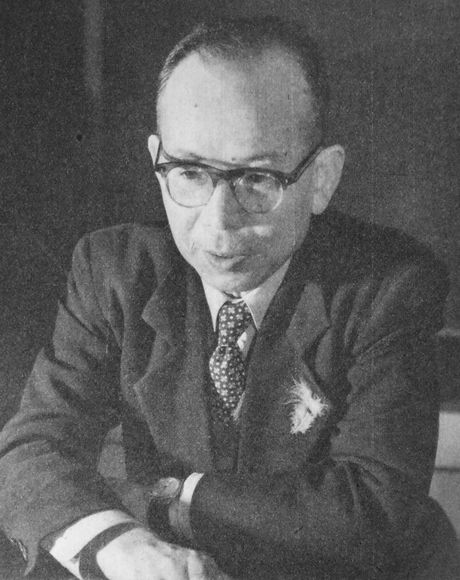
1953年

清宮 四郎（きよみや しろう、1898年（明治31年）5月23日 - 1989年（平成元年）10月22日）は、日本の法学者。専門は憲法。学位は、法学博士（東北大学）。東北大学名誉教授。従三位勲二等旭日重光章。宮沢俊義とともに戦後の憲法学界をリードした。日本学士院会員。美濃部達吉門下。弟子に佐間忠雄、樋口陽一など。

## 来歴
- 1898年（明治31年） - 埼玉県浦和市（現・さいたま市）生まれ。
- 1917年（大正6年） - 旧制豊山中学校卒業
- 旧制第一高等学校卒業
- 1923年（大正12年） - 東京帝国大学卒業
- 1925年（大正14年） - ヨーロッパに留学し、ハンス・ケルゼンの講義を聴く。
- 1927年（昭和2年） - 京城帝国大学助教授
- 1941年（昭和16年） - 東北帝国大学教授。
- 1945年（昭和20年） - 憲法問題調査委員会委員
- 1962年（昭和37年）3月 - 東北大学を定年退職
  - 4月 - 日本大学教授。東北大学名誉教授
- 1968年（昭和43年） - 獨協大学教授。日本学士院会員。
- 1989年（平成元年） - 逝去、91歳没。

## 著作
- 『憲法改正作用』有斐閣　1938
- 『外地法序説』有斐閣　1944 NDLJP:1880335
- 『新憲法と財政』国立書院　1948　新憲法大系
- 『権力分立制の研究』有斐閣、1950
- 『憲法要論』法文社　1952
- 『憲法改正の理論と実際』通信教育振興会　1954
- 『憲法の理論』有斐閣、1968
- 『国家作用の理論』有斐閣、1969
- 『憲法と国家の理論』（樋口陽一編・解説）講談社学術文庫、2021年

## 共編著
- 『憲法 1・2』 宮沢俊義共著、有斐閣法律学全集、1957-59
- 『憲法』編　青林書院　1959　新法律学演習講座
- 『憲法演習 正続』 佐藤功共編　有斐閣　1959-67
- 『憲法事典』編　青林書院　1959
- 『憲法講座』全4巻 佐藤功共編　有斐閣　1963-64
- 『憲法・行政法小事典』柳瀬良幹共編著　有信堂　1964　法律小事典シリーズ

## 訳書
- ハンス・ケルゼン『一般国家学』岩波書店、1936、改版1971
- 『ベルギー国憲法』有斐閣　1955　憲法正文シリーズ

## 記念論集
- 『憲法の諸問題 清宮四郎博士退職記念』有斐閣、1963年